# Justin Ahomadegbé
Justin Ahomadegbé, né le 16 janvier 1917 à Abomey et mort le 8 mars 2002  à Cotonou, est un homme politique béninois. 
Il est Premier ministre du Dahomey du 25 janvier 1964 au 29 novembre 1965, puis exerce brièvement les fonctions de chef de l'État (président du Conseil présidentiel) du 8 mai au 26 octobre 1972, avant d'être renversé par le coup d'État du général Mathieu Kérékou.

## Distinctions et décorations
- Grand-croix de l'ordre national du Dahomey (1964)[1].
- Grand commandeur de l'ordre du Niger (1971)[2].